# Национальный широкий фронт (Сальвадор)
Национальный широкий фронт (исп. Frente Amplio Nacional) — сальвадорская ультраправая политическая организация 1979—1981. Создан майором Роберто д’Обюссоном в начале гражданской войны для консолидации радикальных антикоммунистов. Фактически являлся политическим крылом эскадронов смерти. Послужил организационной основой при создании партии Националистический республиканский альянс (ARENA).

## Обострение ситуации
15 октября 1979 в Сальвадоре произошёл военный переворот. К власти пришла Революционная правительственная хунта, выдвинувшая программу масштабных социальных реформ. Политика хунты была с большой настороженностью встречена правыми силами. Латифундисты опасались раздела земель, предприниматели — национализаций, консервативные политики и военные — уступок прокоммунистическим движениям. Приход к власти социал-реформистской хунты стал для правых радикалов сигналом: вооружённые силы Сальвадора перестали быть надёжной гарантией, необходимо создание собственной политической структуры.
Харизматическим лидером сальвадорских правых являлся Роберто д’Обюссон — офицер Национальной гвардии и военной разведки, сподвижник генерала Медрано, основатель эскадрона смерти Союз белых воинов. Майор д’Обюссон был фанатичным антикоммунистом, склонным к силовым методам политической борьбы. События 1979 года он воспринял однозначно — как очередной этап коммунистического захвата Центральной Америки, после прихода к власти сандинистов в Никарагуа.

## Идеология и структура
31 октября 1979 года Роберто д’Обюссон уволился с военной службы. Несколько дней спустя под его руководством было проведено собрание, учредившее политическую организацию Национальный широкий фронт (Frente Amplio Nacional, FAN). ЦРУ США характеризовало FAN как «полулегальную ультраправую организацию, созданную для свержения реформистского режима» и отметило «теневые контакты с военными и гражданскими парамилитарными организациями». Имелись в виду «эскадроны смерти» и ополчение зажиточного крестьянства ORDEN — формально распущенное хунтой, но сохранившее свои вооружённые ячейки.
Задачу FAN д’Обюссон видел в том, чтобы предотвратить установление в Сальвадоре коммунистического режима советского или кубинского типа. В январе 1980 он публично заявил об этом в выступлении по ТВ. Его поддержали ультраправые единомышленники — прежде всего армейские офицеры и боевики «эскадронов смерти». Ближайшими соратниками д’Обюссона выступили армейские сослуживцы Эдуардо Альфонсо Авила и Роберто Маурисио Штабен, организатор «эскадрона» FAR Эктор Антонио Регаладо.
К FAN присоединилась организация ультраправая организация Сальвадорское националистическое движение (Movimiento Nacionalista Salvadoreño, MNS), созданная весной 1979 года группой неофашистски настроенных молодых бизнесменов и юристов. Среди учредителей MNS и FAN были Армандо Кальдерон Соль (будущий президент Сальвадора), Альфредо Мена Лагос, Эрнесто Панама Сандоваль. Землевладельцы и предприниматели оказали значительную финансовую помощь. Координатором экономических связей FAN выступал крупный аграрный предприниматель Рикардо Вальдивьесо.
Создание FAN нашло позитивный отклик среди представителей среднего класса — служащих, инженеров, врачей, мелких производителей и торговцев. Они увидели в д’Обюссоне сильного человека, способного остановить опасность, надвигающуюся на страну. В FAN вступили несколько массовых организаций правоконсервативного толка — Движение за мир и труд (Movimiento pro Paz y Trabajo, MPT), Женский фронт Сальвадора (Frente Femenino, FFS), крестьянская ассоциация восточного региона. Впоследствии отмечалось, что женщины-активистки из FFS проявляли особую решительность. Организационную основу общенационального развёртывания составили ячейки ORDEN.

## Участие в войне
FAN имел ряд признаков политической партии, однако таковой не являлся. Это была своего рода «предварительная структура» для создания партии в скором будущем. Рикардо Паредес определял FAN как «двойника армии», призванного создать информационную и организационную связь «от крестьян до очень высокопоставленных лиц». Структура FAN создавала основу для оперативной координации легальных праворадикалов с «эскадронами смерти». Организация превратилась в самостоятельную силу сальвадорской гражданской войны. Особое значение при этом имела «личная харизма и политическая мистика майора д’Обюссона».
6 марта 1980 года правящая хунта утвердила закон об аграрной реформе. 24 марта боевиками «эскадрона смерти» (предположительно под руководством Эктора Антонио Регаладо) был убит архиепископ Сан-Сальвадора Оскар Арнульфо Ромеро — сальвадорские ультраправые крайне враждебно относились к церковным иерархам, считая их пособниками коммунистов. 29 апреля был объявлен решающий этап аграрной реформы.
Совокупность этих событий, развернувшихся на фоне разгорающейся войны и террора, воспринималась как приближение военного мятежа. С одной стороны, против правительства вели партизанскую войну прокоммунистические движения FPL, ERP (с октября 1980 года — ФНОФМ). С другой — явно готовился переворот д’Обюссона, опиравшегося на FAN.
Власти предприняли упреждающий ход: 7 мая 1980 года на ферме Сан-Луис (близ Санта-Теклы) были арестованы Роберто д’Обюссон и ещё 23 человека — военные и гражданские деятели FAN. Им предъявлялись обвинения в убийстве Ромеро и заговоре с целью захвата власти. Активисты FAN и особенно активистки FFS развернули протестную кампанию — в частности, женщины устроили пикет у дома американского посла Роберта Уайта под лозунгом «White go home» (администрацию Джимми Картера сальвадорские ультраправые относили к политическим противникам). Неделю спустя арестованные были освобождены. Однако д’Обюссон и его ближайшие соратники вынуждены были эмигрировать в Гватемалу.

## От FAN к ARENA
Структуры FAN — как политические, так и оперативно-боевые — продолжали функционировать, несмотря на правительственный запрет. Вскоре Роберто д’Обюссон вернулся в Сальвадор. Осенью 1981 на политической основе FAN был создан Националистический республиканский альянс (ARENA) — полноценная ультраправая политическая партия, заявившая претензии на власть.